# Sainte-Eulalie-en-Born
Pour les articles homonymes, voir Sainte-Eulalie et Born.
Sainte-Eulalie-en-Born est une commune du Sud-Ouest de la France, située dans le département des Landes (région Nouvelle-Aquitaine). La commune est souvent surnommée « Sainte Eul' ».

## Géographie

### Localisation
|  |

Commune située dans la forêt des Landes en pays de Born sur la route nationale 652 entre Mimizan et Biscarrosse, à la pointe sud de l'étang de Biscarrosse et de Parentis. Le Courant de Sainte-Eulalie traverse la commune.

### Communes limitrophes
Les communes limitrophes sont  Aureilhan, Gastes, Mimizan, Parentis-en-Born, Pontenx-les-Forges et Saint-Paul-en-Born.
|                  | Gastes                 | Parentis-en-Born, Pontenx-les-Forges, (par un quinquepoint) |
| Océan Atlantique | Sainte-Eulalie-en-Born | Saint-Paul-en-Born                                          |
|                  | Mimizan                | Aureilhan                                                   |

### Climat
Pour des articles plus généraux, voir Climat de la Nouvelle-Aquitaine et Climat des Landes.
Historiquement, la commune est exposée à un climat océanique aquitain.  
En 2020, Météo-France publie une typologie des climats de la France métropolitaine dans laquelle la commune est exposée à un climat océanique et est dans la région climatique  Littoral charentais et aquitain, caractérisée par une pluviométrie élevée en automne et en hiver, un bon ensoleillement, des hiver doux (6,5 °C), soumis à la brise de mer.
Pour la période 1971-2000, la température annuelle moyenne est de 13,4 °C, avec une amplitude thermique annuelle de 13,9 °C. Le cumul annuel moyen de précipitations est de 1 037 mm, avec 12,8 jours de précipitations en janvier et 7,2 jours en juillet. Pour la période 1991-2020, la température moyenne annuelle observée sur la station météorologique la plus proche, située sur la commune de Biscarrosse à 13 km à vol d'oiseau, est de 14,6 °C et le cumul annuel moyen de précipitations est de 851,5 mm,. Pour l'avenir, les paramètres climatiques de la commune estimés pour 2050 selon différents scénarios d’émission de gaz à effet de serre sont consultables sur un site dédié publié par Météo-France en novembre 2022.

## Urbanisme

### Typologie
Au 1er janvier 2024, Sainte-Eulalie-en-Born est catégorisée commune rurale à habitat dispersé, selon la nouvelle grille communale de densité à sept niveaux définie par l'Insee en 2022.
Elle est située hors unité urbaine. Par ailleurs la commune fait partie de l'aire d'attraction de Biscarrosse, dont elle est une commune de la couronne,. Cette aire, qui regroupe 7 communes, est catégorisée dans les aires de moins de 50 000 habitants,.
La commune, bordée par un plan d’eau intérieur d’une superficie supérieure à 1 000 hectares, le lac de Biscarrosse et de Parentis, est également une commune littorale au sens de la loi du 3 janvier 1986, dite loi littoral. Des dispositions spécifiques d’urbanisme s’y appliquent dès lors afin de préserver les espaces naturels, les sites, les paysages et l’équilibre écologique du littoral, tel le principe d'inconstructibilité, en dehors des espaces urbanisés, sur la bande littorale des 100 mètres, ou plus si le plan local d’urbanisme le prévoit.

### Occupation des sols

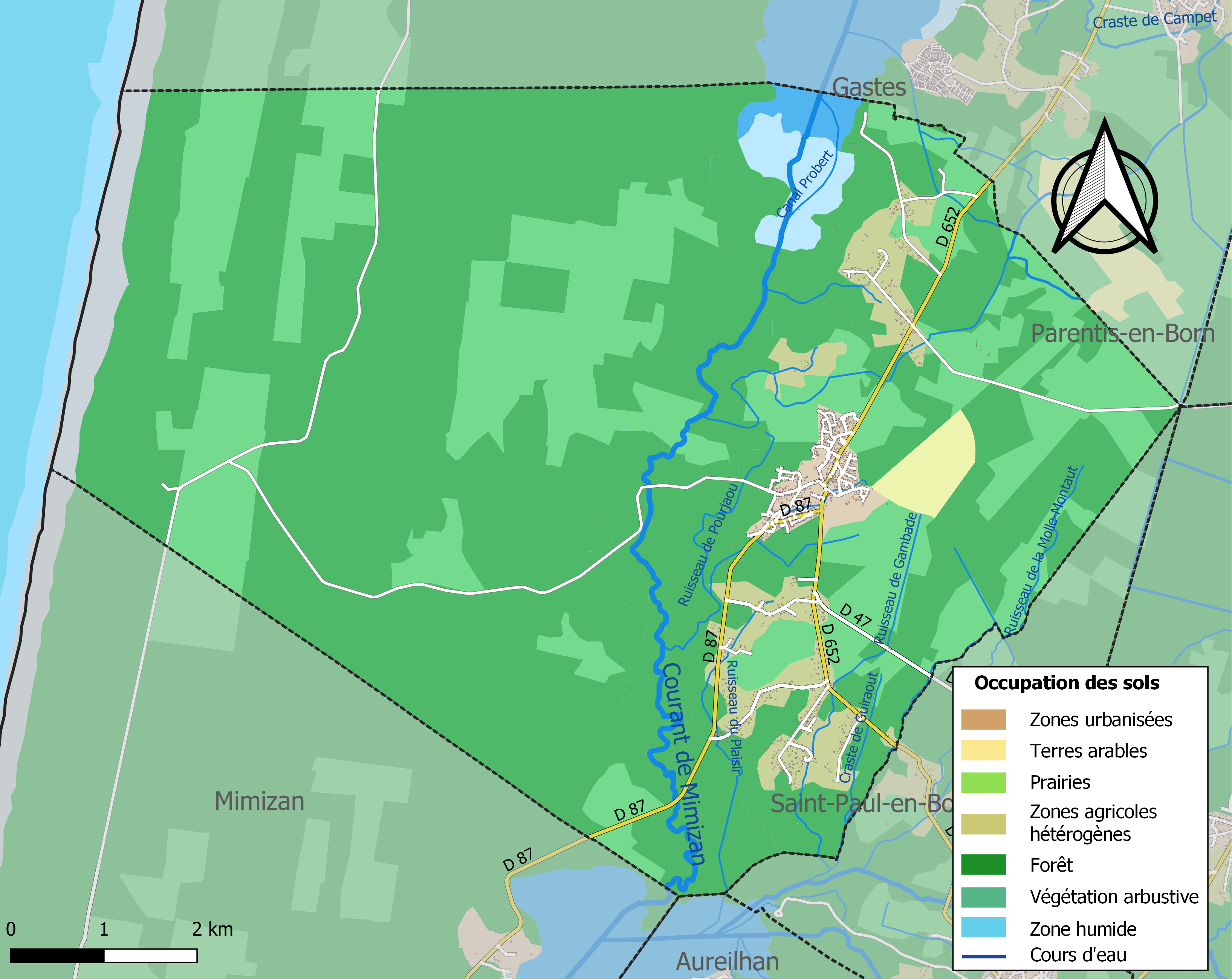
Carte des infrastructures et de l'occupation des sols de la commune en 2018 (CLC).

L'occupation des sols de la commune, telle qu'elle ressort de la base de données européenne d’occupation biophysique des sols Corine Land Cover (CLC), est marquée par l'importance des forêts et milieux semi-naturels (91,4 % en 2018), en diminution par rapport à 1990 (94,3 %). La répartition détaillée en 2018 est la suivante : forêts (64,5 %), milieux à végétation arbustive et/ou herbacée (25,4 %), zones agricoles hétérogènes (4,2 %), espaces ouverts, sans ou avec peu de végétation (1,5 %), zones humides intérieures (1,4 %), zones urbanisées (1,3 %), terres arables (0,9 %), eaux continentales (0,7 %). L'évolution de l’occupation des sols de la commune et de ses infrastructures peut être observée sur les différentes représentations cartographiques du territoire : la carte de Cassini (XVIIIe siècle), la carte d'état-major (1820-1866) et les cartes ou photos aériennes de l'IGN pour la période actuelle (1950 à aujourd'hui).

### Risques majeurs
Le territoire de la commune de Sainte-Eulalie-en-Born est vulnérable à différents aléas naturels : météorologiques (tempête, orage, neige, grand froid, canicule ou sécheresse), inondations, feux de forêts, mouvements de terrains et séisme (sismicité très faible). Un site publié par le BRGM permet d'évaluer simplement et rapidement les risques d'un bien localisé soit par son adresse soit par le numéro de sa parcelle.
Certaines parties du territoire communal sont susceptibles d’être affectées par le risque d’inondation par débordement de cours d'eau, notamment le Courant de Mimizan. La commune a été reconnue en état de catastrophe naturelle au titre des dommages causés par les inondations et coulées de boue survenues en 1999, 2003 et 2009,.
Sainte-Eulalie-en-Born est exposée au risque de feu de forêt. Depuis le 20 avril 2016, les départements de la Gironde, des Landes et de Lot-et-Garonne disposent d’un règlement interdépartemental de protection de la forêt contre les incendies. Ce règlement vise à mieux prévenir les incendies de forêt, à faciliter les interventions des services et à limiter les conséquences, que ce soit par le débroussaillement, la limitation de l’apport du feu ou la réglementation des activités en forêt. Il définit en particulier cinq niveaux de vigilance croissants auxquels sont associés différentes mesures,.
Les mouvements de terrains susceptibles de se produire sur la commune sont un recul du trait de côte et de falaises et des tassements différentiels.

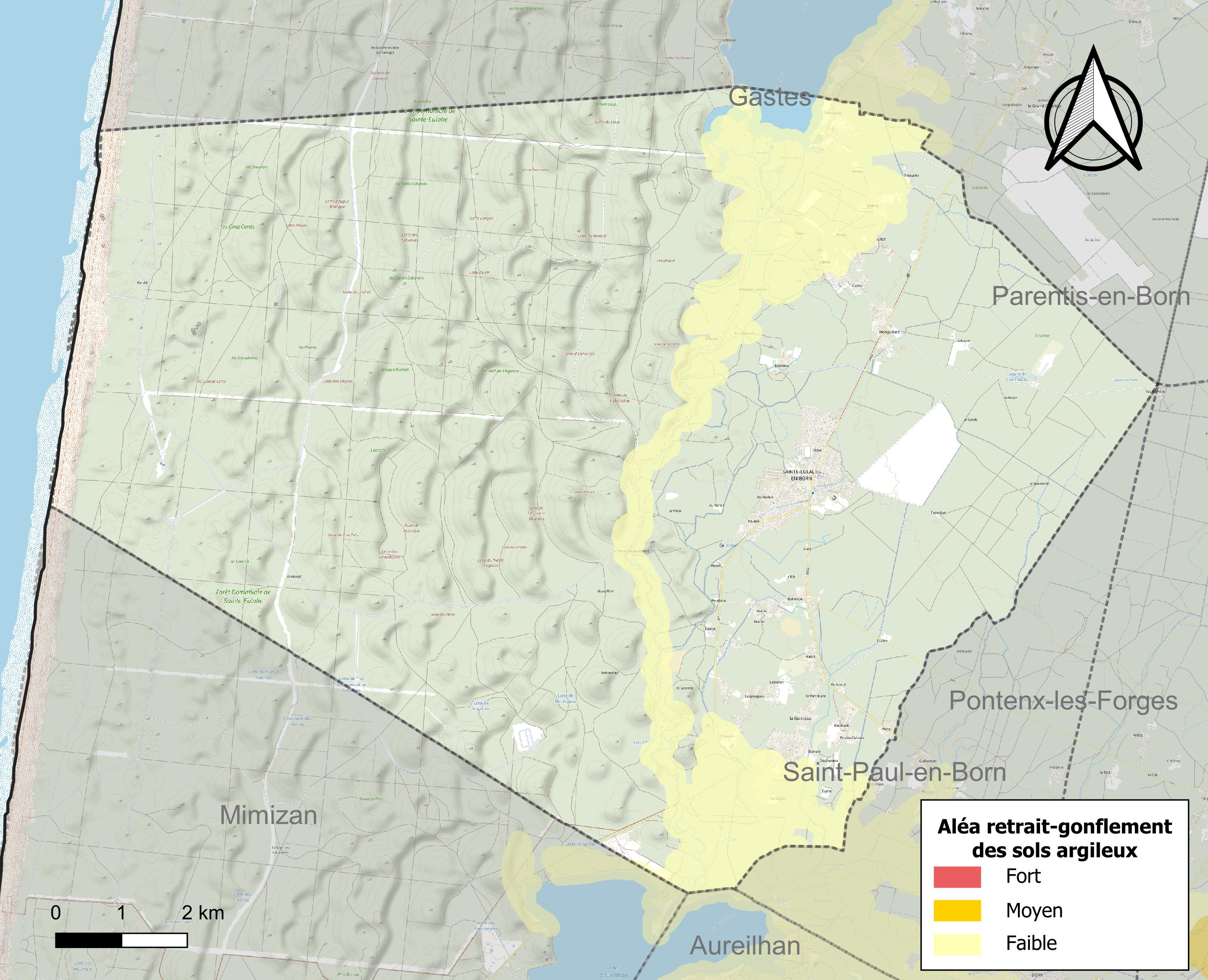
Carte des zones d'aléa retrait-gonflement des sols argileux de Sainte-Eulalie-en-Born.

Le retrait-gonflement des sols argileux est susceptible d'engendrer des dommages importants aux bâtiments en cas d’alternance de périodes de sécheresse et de pluie. Aucune partie du territoire de la commune n'est en aléa moyen ou fort (19,2 % au niveau départemental et 48,5 % au niveau national). Sur les 835 bâtiments dénombrés sur la commune en 2019, aucun n'est en aléa moyen ou fort, à comparer aux 17 % au niveau départemental et 54 % au niveau national. Une cartographie de l'exposition du territoire national au retrait gonflement des sols argileux est disponible sur le site du BRGM,.
Concernant les mouvements de terrains, la commune a été reconnue en état de catastrophe naturelle au titre des dommages causés par des mouvements de terrain en 1999.

## Histoire

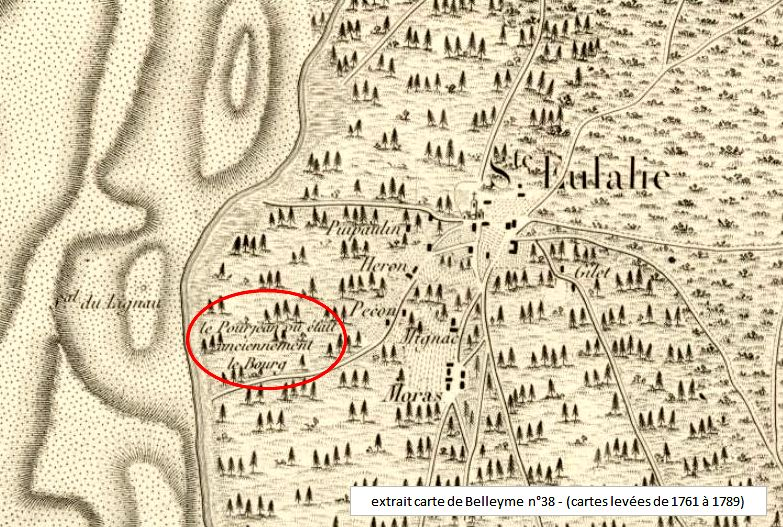
Situation de l'ancien bourg (carte de Belleyme).

Sainte Eulalie est le nom d’une sainte espagnole, née à Mérida et morte en 304. Le village des Landes auquel elle donne son nom est un lieu très ancien de christianisation, à l’écart de la voie romaine qui passe plus à l’est.
Le site est occupé par l’Homme dès la préhistoire, comme en témoignent des silex trouvés aux lieux-dits Laffont et Gaüs. Plus tard, le Moyen Âge voit l’édification d’une motte féodale, dont il reste des traces dans le sud de la commune. Saint-Eulalie devient également une étape sur le chemin de Saint-Jacques-de-Compostelle.
Une commanderie de Malte était située sur le territoire de la paroisse de Sainte-Eulalie et au-delà sur le territoire de Gastes. Elle se trouvait au quartier de Gessis (ou Jessis) de Sainte-Eulalie et possédait une chapelle qui fut ensevelie vers le début du XVIIIe siècle. Les cartes anciennes de Cassini et de Belleyme positionne l'ancien bourg plus à l'ouest au lieu-dit le Pourjean (ou le Pourjeau) qui aurait dû être déplacé à cause de l'avancée des sables dunaires.

## Politique et administration
| Période                                  | Période   | Identité                 | Étiquette | Qualité                                      |
| ---------------------------------------- | --------- | ------------------------ | --------- | -------------------------------------------- |
| 1979                                     | mars 2001 | Jean-Pierre Saint-Geours |           |                                              |
| mars 2001                                | 2014      | Yves Guedo               | PS        | Adjoint au chef de service transport au CELM |
| mars 2014                                | En cours  | Bernard Comet            | SE        | Retraité ancien gérant de société            |
| Les données manquantes sont à compléter. |           |                          |           |                                              |

## Démographie
L'évolution du nombre d'habitants est connue à travers les recensements de la population effectués dans la commune depuis 1793. Pour les communes de moins de 10 000 habitants, une enquête de recensement portant sur toute la population est réalisée tous les cinq ans, les populations de référence des années intermédiaires étant quant à elles estimées par interpolation ou extrapolation. Pour la commune, le premier recensement exhaustif entrant dans le cadre du nouveau dispositif a été réalisé en 2006.

En 2022, la commune comptait 1 457 habitants, en évolution de +16,1 % par rapport à 2016 (Landes : +5,78 %, France hors Mayotte : +2,11 %).
| 1793 | 1800 | 1806 | 1821 | 1831 | 1836 | 1841 | 1846 | 1851 |
| ---- | ---- | ---- | ---- | ---- | ---- | ---- | ---- | ---- |
| 309  | 242  | 271  | 332  | 392  | 461  | 475  | 503  | 544  |

| 1856 | 1861 | 1866 | 1872 | 1876 | 1881 | 1886 | 1891 | 1896 |
| ---- | ---- | ---- | ---- | ---- | ---- | ---- | ---- | ---- |
| 572  | 633  | 730  | 752  | 734  | 707  | 697  | 744  | 754  |

| 1901 | 1906 | 1911 | 1921 | 1926 | 1931 | 1936 | 1946 | 1954 |
| ---- | ---- | ---- | ---- | ---- | ---- | ---- | ---- | ---- |
| 747  | 798  | 828  | 700  | 662  | 624  | 576  | 560  | 543  |

| 1962 | 1968 | 1975 | 1982 | 1990 | 1999 | 2006 | 2011  | 2016  |
| ---- | ---- | ---- | ---- | ---- | ---- | ---- | ----- | ----- |
| 514  | 490  | 557  | 614  | 773  | 785  | 988  | 1 218 | 1 255 |

| 2021  | 2022  | - | - | - | - | - | - | - |
| ----- | ----- | - | - | - | - | - | - | - |
| 1 398 | 1 457 | - | - | - | - | - | - | - |

## Importance intercommunalle
Le village est pourvu de commerces (boulangerie, épicerie, bars et de plusieurs restaurants) et de services (PTT, déchetterie) qui sont indispensables pour que la survie de cette commune minoritaire dans son intercommunalité.

## Lieux et monuments
- Église Sainte-Eulalie de Sainte-Eulalie-en-Born
- Tuc du Castet
- Manoir de Probert
- Marais de la Tafarde

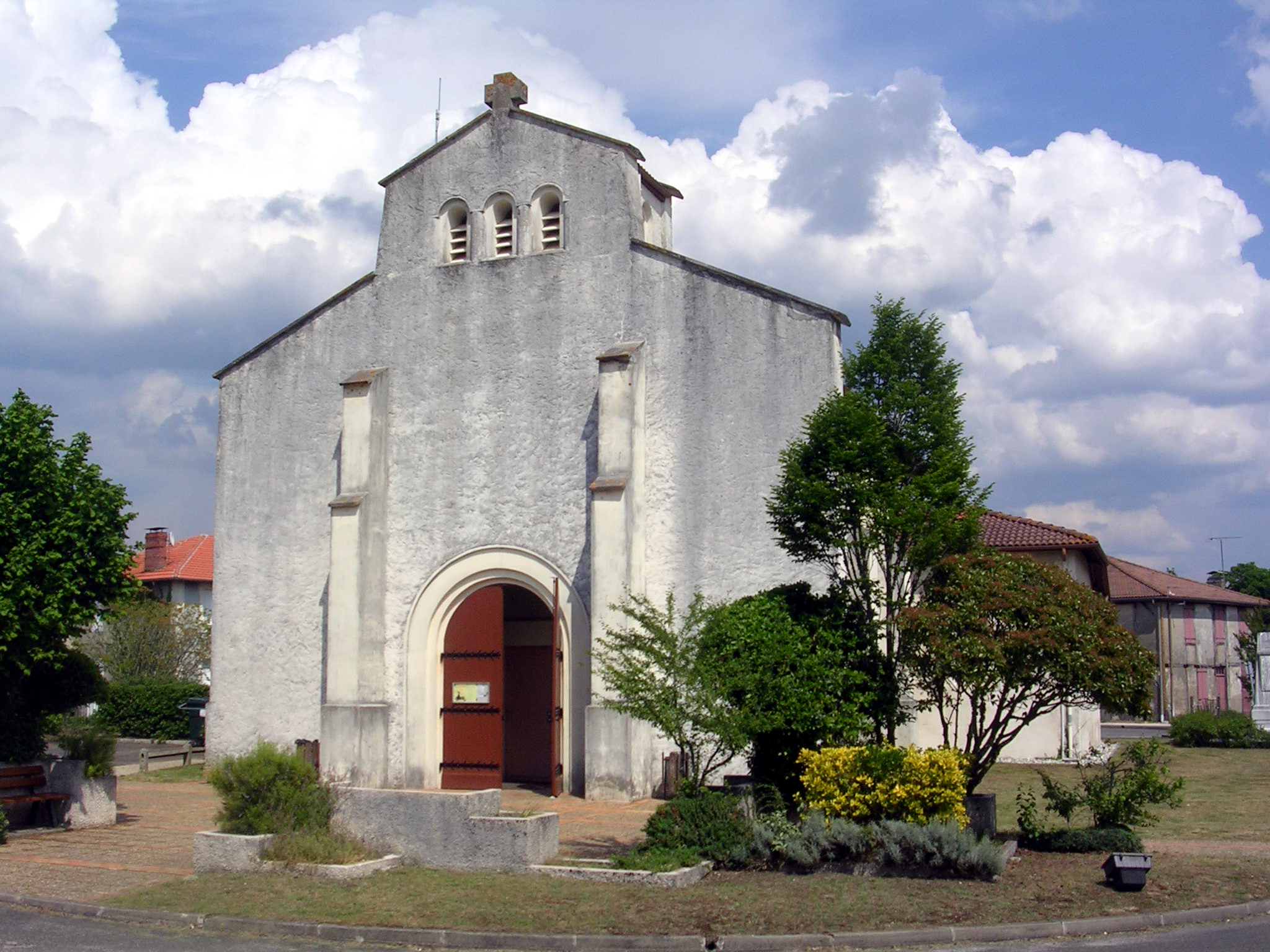
Façade de l'église Sainte-Eulalie.
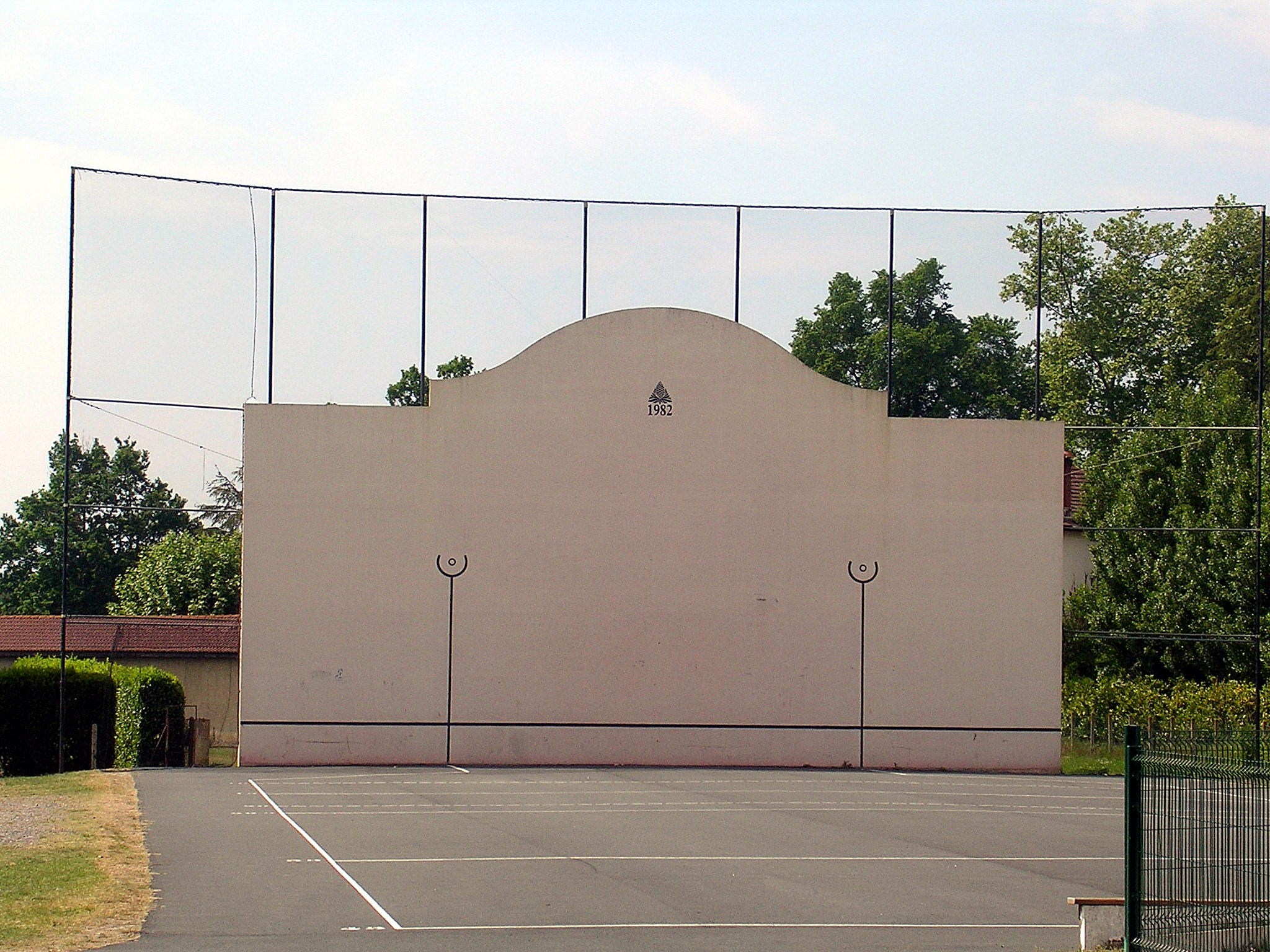
Fronton.
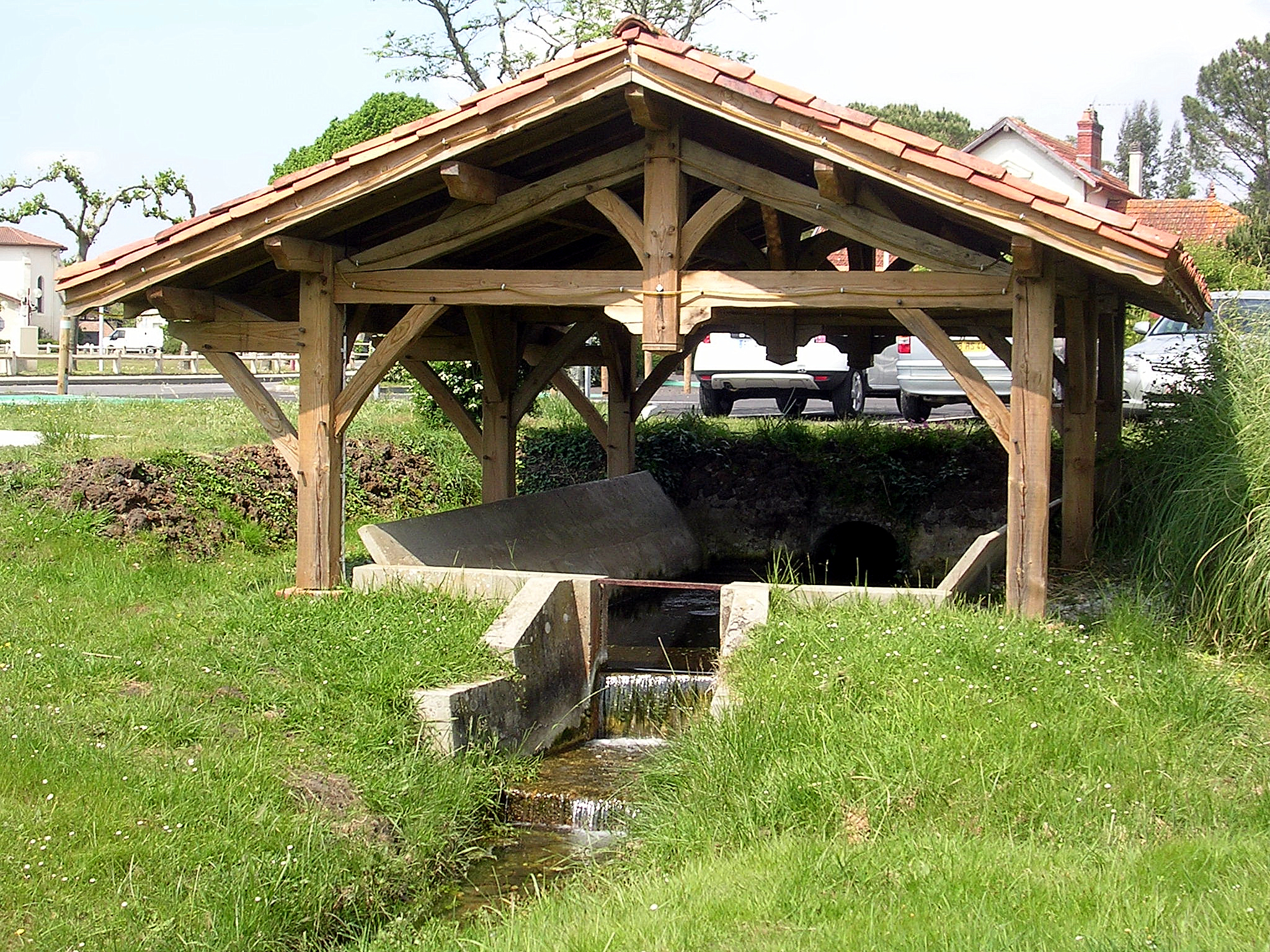
Ancien lavoir.
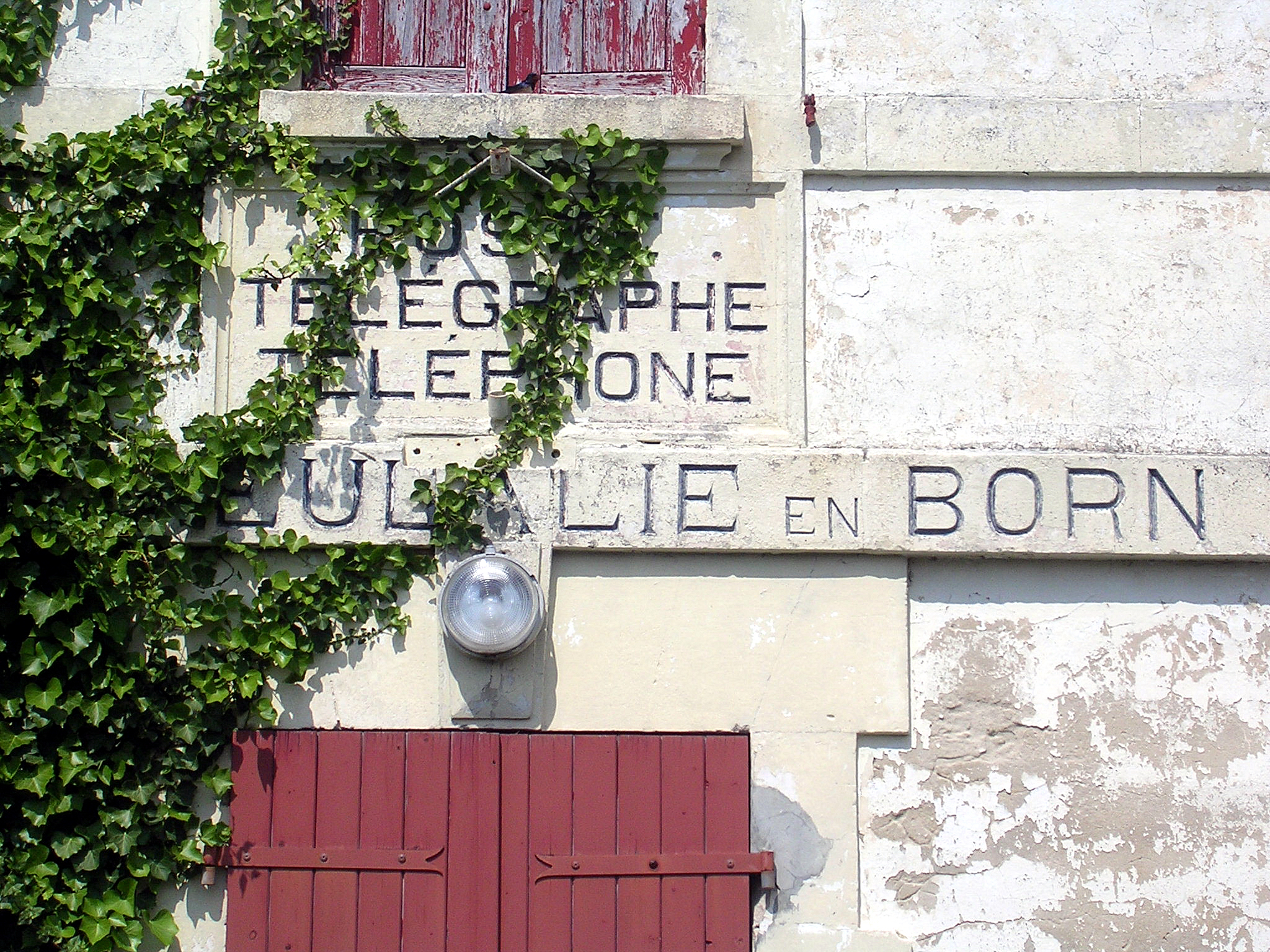
Ancien bureau des PTT.
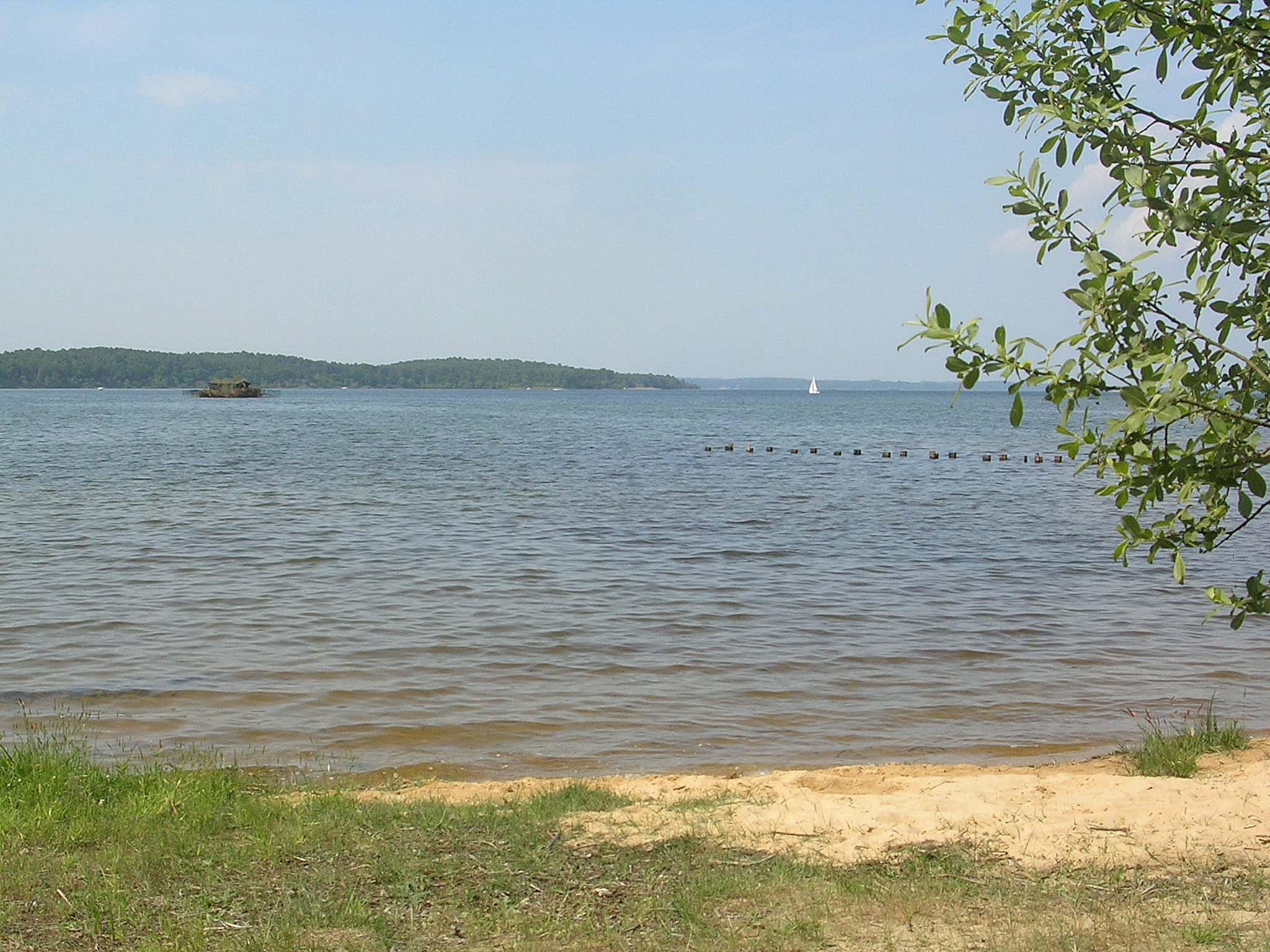
Étang de Biscarrosse et de Parentis, vu de Sainte-Eulalie-en-Born.
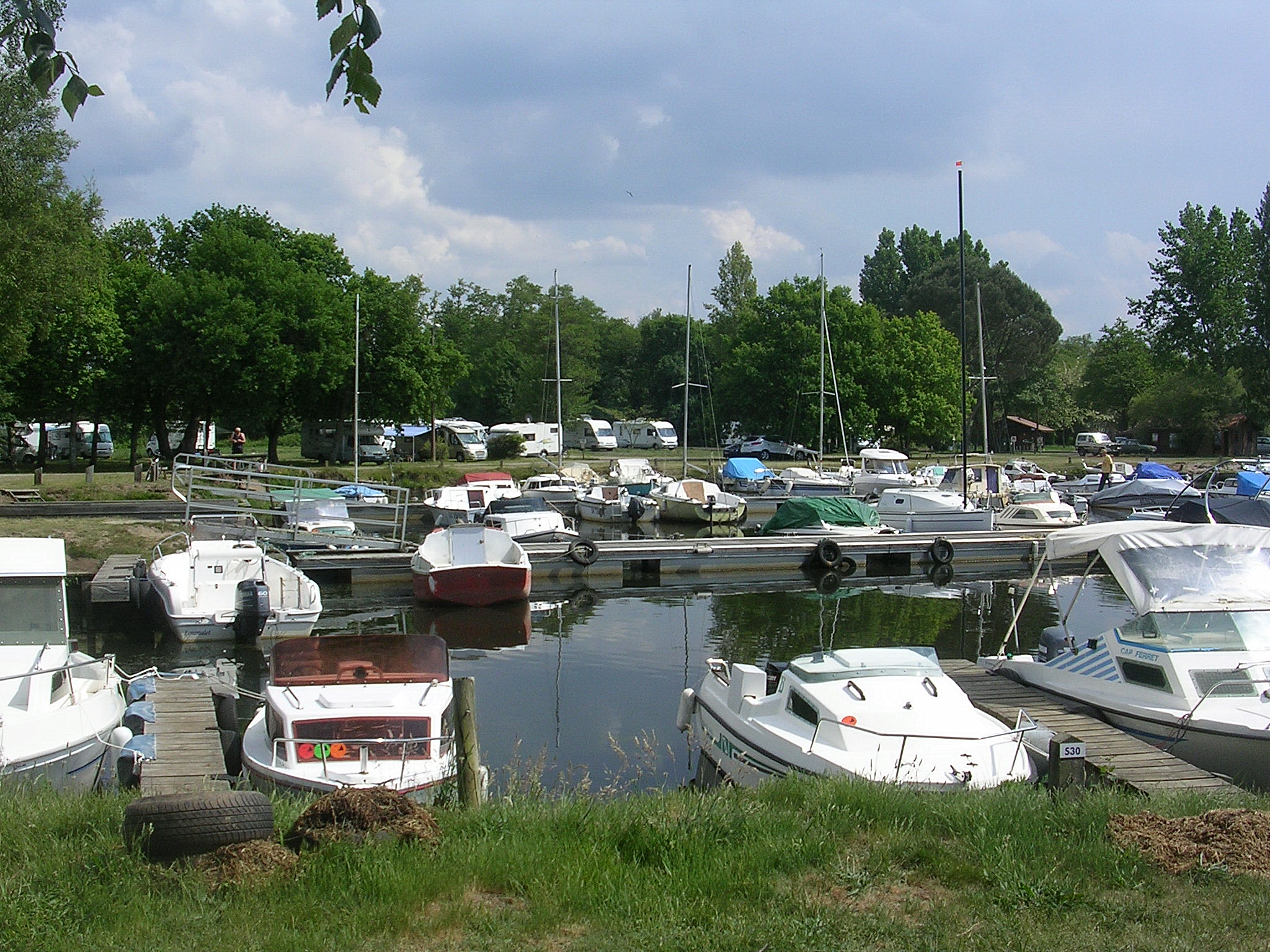
Port de plaisance.

## Personnalités liées à la commune
- François Chevaucherie de Bosselière, chevalier, seigneur de la Besnardière.